# Улица Гризодубовой (Москва)
У́лица Гризоду́бовой — улица на северо-западе Москвы в Хорошёвском районе от проезда Берёзовой Рощи до улицы Авиаконструктора Сухого.

## Происхождение названия
Названа в 2004 году в честь выдающейся лётчицы и общественного деятеля, Героя Советского Союза, Героя Социалистического Труда Валентины Степановны Гризодубовой.

## Местоположение
Улица находится в центре Хорошёвского района, проходит от проектируемого проезда № 6161 по территории Ходынского поля на юго-запад, затем на северо-запад, до проезда Берёзовой рощи.

## Дома по улице
- На улице находится крупный жилой комплекс Гранд Парк.
- Штаб-квартира ГРУ.

## Общественный транспорт
- Станция метро «Полежаевская» — в 650 метрах от середины улицы.
- Автобусы № 175, 322.